# Emmanuel Barthélemy
Pour les articles homonymes, voir Barthélemy.
Emmanuel Barthélemy, né à Marseille le 24 juillet 1804 et mort dans la même ville le 10 décembre 1880, est un homme politique français, maire de Marseille et député républicain des Bouches-du-Rhône.

## Biographie
Fils de Gabriel Roch Barthélemy, un notaire très dévoué à la Restauration, et de Catherine Elisabeth Nicolas, Emmanuel Barthélemy était courtier de commerce.
Rompant avec les traditions monarchistes de sa famille, il se jeta de bonne heure dans la lutte contre la royauté, et prêta à l'opposition un concours que sa situation de courtier de commerce rendait aussi actif que pratique. Il usa de son influence contre les ministères doctrinaires de Louis-Philippe, salua l'avènement de la République de 1848 et fut maire de Marseille après la révolution de Février.
L'habileté qu'il déploya dans ces fonctions lui valut, aux élections du 23 avril pour la Constituante, un très grand nombre de voix dans les Bouches-du-Rhône. Barthélemy obtint 72,084 suffrages, et, bien que le procès-verbal de l'élection ne fasse mention ni du chiffre des votants, ni de celui des inscrits, il est probable qu'il approcha de l'unanimité. Il siégea à gauche, mais pas à la Montagne, prit quelquefois la parole, et vota avec les républicains de l'Assemblée, sans s'associer, toutefois, aux manifestations du parti socialiste. C'est ainsi qu'il se prononça : 
-pour le décret sur les clubs ;
-contre l'abolition de la peine de mort et contre le droit au travail,
et qu'il vota d'autre part :
-contre les poursuites intentées à Louis Blanc et à Caussidière ;
-pour l'amendement Grévy ;
-pour la suppression de l'impôt du sel ;
-contre la proposition Rateau ;
-contre l'expédition de Rome et pour la mise en liberté des transportés.
Adversaire du gouvernement de Louis Napoléon Bonaparte, il obtint encore 5,305 voix, le 29 février 1852, comme candidat d'opposition dans la première circonscription des Bouches-du-Rhône, contre 12,502 au candidat officiel, M. de Chantérac, élu. Il n'avait pas appartenu à la Législative. Sous l'Empire, il renonça définitivement à la politique.
Le 4 mars 1848, Émile Ollivier, commissaire du gouvernement de la République muni des pleins pouvoirs, le nomme maire pour succéder à Reynard. Il ne reste pas longtemps à la tête de la municipalité car il démissionne de ses fonctions de maire de Marseille le 9 avril 1848 pour se présenter aux élections législatives. Il sera remplacé par Élysée Baux.
Il est élu député des Bouches-du-Rhône le 28 avril 1848 ainsi que Démosthène Ollivier, père d’Emile, Alphonse de Lamartine, Antoine Berryer et le R.P. Lacordaire. En 1849 il est battu par Reybaud et en 1852 de nouveau battu par de Chantérac. Il est élu conseiller général des Bouches-du-Rhône le 11 juin 1870.